# 風のかたみ
『風のかたみ』（かぜのかたみ）は、福永武彦が「婦人之友」に連載し、1968年に刊行した時代小説。映画及び舞台化された。
平安時代、立身出世を夢見て百鬼夜行する京の都へやってきた実直な青年。彼の主家の娘へ寄せる一途で激しい想いと娘の秘めた初恋が引き起こした若者たちの悲劇の顛末を、『今昔物語』に題材を得て無常観を根底に描いた王朝ロマン。

## 刊行本
- 『風のかたみ』、新潮社、1968年
  - のち同社の『福永武彦全小説』『福永武彦全集』（各・第9巻）、および新潮オンデマンドブックスで再刊
- 『風のかたみ』、新潮文庫、1979年、復刊1996年（下記の映画公開による）。電子書籍、2002年
- 『風のかたみ』、河出文庫、2015年
- 『福永武彦 電子全集13　風のかたみ』、小学館、2019年

電子出版で、『古事記物語』、『古事記』『今昔物語』等の現代語訳・短編を併録。

## 映画化作品
1996年に公開。喜八プロダクション製作の日本映画。

### キャスト
- 杜女：岩下志麻
- 大伴次郎親信：坂上忍
- 萩姫：高橋かおり
- 高倉判官宗康、不動丸：永澤俊矢
- 蔵人の少将安麻呂：阿部寛
- 喜仁：峰岸徹
- 三條中納言：岸部一徳
- 北の方：多岐川裕美
- 玄夢：貞永敏
- 海念坊：友居達彦
- 辨：岡本真実
- 右門青寿

### スタッフ
- 監督・脚本：髙山由紀子
- 制作・企画：岡本みね子
- 原作：福永武彦
- 撮影：加藤雄大
- 音楽：東儀秀樹
- 美術：丸山裕司
- 編集：川島章
- 録音：瀬川徹夫
- 助監督：笠倉隆
- 照明：大久保武士

## 舞台化作品
- 歌舞伎 - 1971年6月新橋演舞場公演[1]。

脚本… 小出竜夫／演出… 戌井市郎
次郎… 市川團十郎（市川海老蔵）、萩姫… 坂東玉三郎、安麻呂…  市川門之助、楓… 澤村藤十郎（澤村精四郎）、不動丸 … 片岡仁左衛門（片岡孝夫）、智円 … 守田勘弥
※カッコ内は上演当時の芸名。
- 宝塚歌劇団 - 1979年、『春愁の記』のタイトルで上演。